# Flintshire

Escudo de Flintshire.

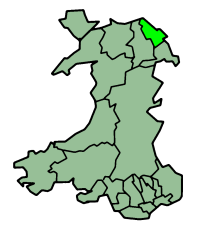
Localização de Flintshire em Gales.

Flintshire (em galês: Sir e Fflint) é uma autoridade unitária do condado preservado de Clwyd, situada ao norte de Gales (Reino Unido). Foi criado em 1996 e sua capital é Mold, que era a capital de Clwyd. Uma outra Flintshire existia entre 1284 e 1974 antes da fundação de Clwyd. Tinha fronteiras diferentes, e um enclave ao sul que está atualmente em Wrexham. A capital da Flintshire antiga era Flint, na qual deu nome ao condado.
Flintshire tem fronteiras com duas outras autoridades unitárias de Clwyd: Wrexham (ao sul) e Denbighshire (ao oeste). Flintshire está ao oeste do condado inglês de Cheshire. Tem uma costa ao norte, com o Mar de Irlanda. Em 2010 foi estimado pelo governo britânico que a população de Flintshire é de 149.700, a sexta maior das 22 áreas principais de Gales. Sua área é de 438 km², a décima maior.
O rio Dee desemboca no Mar de Irlanda após Connah's Quay.

## Comunidades

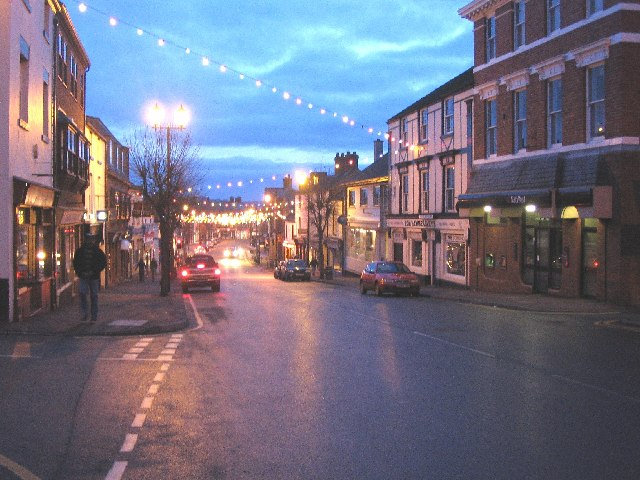
Luzes de Natal em Mold, a quinta maior localidade e capital de Flintshire.

- Connah's Quay: 16.526[3]
- Buckley: 14.568[4]
- Hawarden: 13.549[5]
- Flint: 12.804[6]
- Mold (capital): 9.568[7]
- Holywell: 8.715[8]
- Shotton: 6.265[9]
- Ewloe: 4.862[10]
- Saltney: 4.769[11]
- Bagillt: 3.918[12]
- Penyffordd: 3.715[13]
- Halkyn: 2.862[14]
- Greenfield: 2.741
- Leeswood: 2.148[15]
- Mostyn: 2.012[16]
- Queensferry: 1.923[17]
- Gwernaffield: 1.851[18]
- Northop Hall: 1.665[19]
- Caergwrle: 1.650[20]
- Caerwys: 1.315[21]